# 国際海洋法裁判所

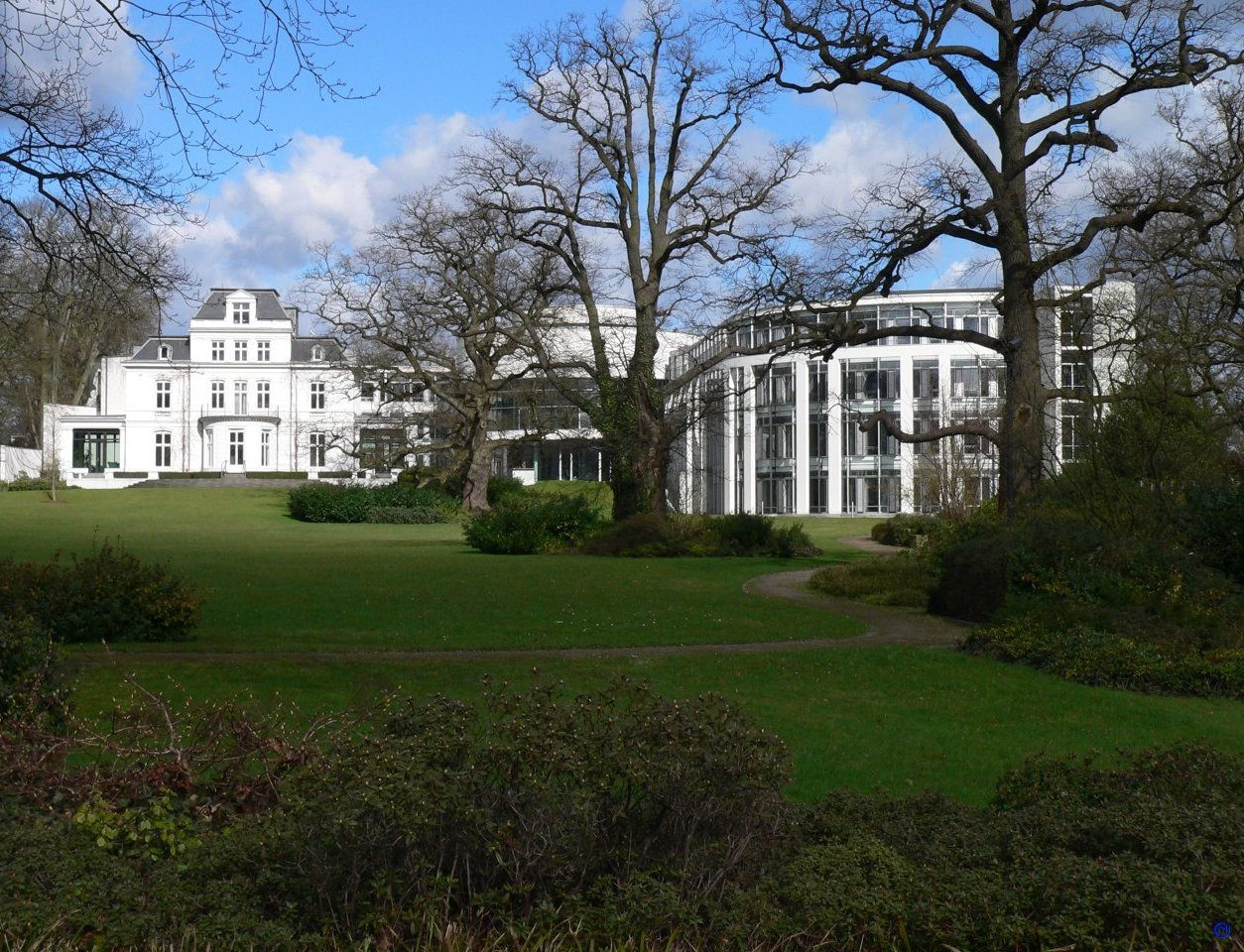
エルベ川から望む国際海洋法裁判所（ドイツハンブルク）

国際海洋法裁判所（こくさいかいようほうさいばんしょ、英語：International Tribunal for the Law of the Sea 、フランス語：Tribunal international du droit de la mer）は、海洋法に関する国際連合条約（海洋法条約）に基づき1996年に発足した常設的な国際裁判所である。英語での略称はITLOS（イトロス）。ドイツ・ハンブルクに所在する。
海洋法条約の解釈・適用から生ずる紛争を専門的に管轄している。

## 概要
海洋法条約では、第15部「紛争の解決」において海洋法条約に関する紛争を解決するための制度を規定している。紛争の解決の手段として武力を行使してはならず、平和的に解決しなければならないが、平和的解決の手段として、交渉、審査、仲介、調停、仲裁裁判、司法的解決のいずれの手段を用いるかは当事国の自由である。ただし、どの手段を用いるか当事国間で合意が得られない場合、手段について合意が得られても紛争の解決に至らなかった場合は、一方の当事国は紛争を強制的に国際裁判所に付託することができる。
付託できる裁判所は、国際司法裁判所、仲裁裁判所、特別仲裁裁判所、そして国際海洋法裁判所の4つがある。海洋法条約の批准・加入などの際には締約国は将来紛争が発生したときにどの裁判所を利用するかを宣言することができる。宣言では複数の裁判所を利用すると宣言することもできる。宣言がない場合、当事国間の宣言で利用する裁判所が一致していない場合は仲裁裁判所が利用される。ただし、海洋法条約292条に基づく「早期釈放」の問題の場合は宣言がない場合などでも国際海洋法裁判所を利用できる。
また、国際海洋法裁判所は、裁判以外にも、国際機関に対して法律問題に関する助言を与える勧告的意見の制度が取り入れられており、海洋法条約191条に基づき国際海底機構は国際海洋法裁判所の海底紛争裁判部に対して勧告的意見の付与を要請することができる。条文上は、海底紛争裁判部についての規定しかなく、大法廷が勧告的意見の付与を行うことができるのか長らく議論が行われてきたが、2013年に小地域漁業機関（SRFC）から大法廷が勧告的意見の付与を要請された際に、2015年に大法廷は自らが勧告的意見の付与を行う権限があるとした。

## 組織
- 裁判所長…対外的に裁判所を代表する。
- 大法廷…すべての裁判官で構成される。
- 海底紛争裁判部…深海底における活動に関する紛争を専門的に取り扱う裁判部
- 海底紛争裁判部臨時裁判部…深海底における活動に関する紛争について訴訟当事者の要請がある場合に臨時に設置される裁判部
- 特別裁判部…個別の事件のために、紛争当事者の要請により特別に設置される裁判部
- 常設特別裁判部…特定の種類の事件のために裁判所長の判断で設置される特別の裁判部
- 簡易手続裁判部…事務の迅速な処理のために設置される特別裁判部
- 書記局…裁判所の事務を取り扱う部署。書記長、書記、書記補、書記代理がいる。

## 事案一覧
これまでに32件の事案が付託されている。事案は、それぞれ以下のように区別して表記する。
- 暫定措置…海洋法条約290条に基づくもの
- 早期釈放…海洋法条約292条に基づくもの
- 本案…暫定措置、早期釈放以外の全ての訴訟
- 勧告的意見…海洋法条約191条に基づくもの。ただし、事件番号21及び事件番号31では大法廷に対して勧告的意見を要請している。

| 事件番号 | 事案名                                                                                 | 当事国                                          | 当事国                                          | 付託・要請 | 処分       | 処分                             | リンク |
| 事件番号 | 事案名                                                                                 | 原告国                                          | 被告国                                          | 付託・要請 | 日付       | 処分の種別                       | リンク |
| -------- | -------------------------------------------------------------------------------------- | ----------------------------------------------- | ----------------------------------------------- | ---------- | ---------- | -------------------------------- | ------ |
| 1        | サイガ号事件（早期釈放）                                                               | セントビンセント・グレナディーン                | ギニア                                          | 1997/11/13 | 1997/12/4  | 判決                             |        |
| 2        | サイガ号事件（暫定措置・本案）                                                         | セントビンセント・グレナディーン                | ギニア                                          | 1998/1/13  | 1998/3/11  | 暫定措置命令                     |        |
| 2        | サイガ号事件（暫定措置・本案）                                                         | セントビンセント・グレナディーン                | ギニア                                          | 1997/12/22 | 1999/7/1   | 判決                             |        |
| 3及び4   | みなみまぐろ事件（暫定措置）                                                           | ニュージーランド                                | 日本                                            | 1999/7/30  | 1999/8/27  | 暫定措置命令                     |        |
| 3及び4   | みなみまぐろ事件（暫定措置）                                                           | オーストラリア                                  | 日本                                            | 1999/7/30  | 1999/8/27  | 暫定措置命令                     |        |
| 5        | カモウコ号事件（早期釈放）                                                             | パナマ                                          | フランス                                        | 2000/1/17  | 2000/2/7   | 判決                             |        |
| 6        | モンテ・コンフルコ号事件（早期釈放）                                                   | セーシェル                                      | フランス                                        | 2000/11/27 | 2000/12/18 | 判決                             |        |
| 7        | 南東太平洋めかじき資源保存事件（本案）                                                 | チリ、 欧州連合共同付託                         | チリ、 欧州連合共同付託                         | 2000/12/20 | 2009/12/16 | 両当事者の合意による訴訟取り下げ |        |
| 8        | グランド・プリンス号事件（早期釈放）                                                   | ベリーズ                                        | フランス                                        | 2001/3/21  | 2001/4/20  | 判決                             |        |
| 9        | チャイシリ・リーファー2号事件（早期釈放）                                              | パナマ                                          | イエメン                                        | 2001/7/3   | 2001/7/12  | 両当事者の合意による訴訟取り下げ |        |
| 10       | MOX製造工場事件（暫定措置）                                                            | アイルランド                                    | イギリス                                        | 2001/11/9  | 2001/12/3  | 暫定措置命令                     |        |
| 11       | ヴォルガ号事件（早期釈放）                                                             | ロシア                                          | オーストラリア                                  | 2002/12/2  | 2002/12/23 | 判決                             |        |
| 12       | ジョホール海峡事件（暫定措置）                                                         | マレーシア                                      | シンガポール                                    | 2003/9/5   | 2003/10/8  | 暫定措置命令                     |        |
| 13       | ジュノー・トレイダー号事件（早期釈放）                                                 | セントビンセント・グレナディーン                | ギニアビサウ                                    | 2004/11/18 | 2004/12/18 | 判決                             |        |
| 14       | 豊進丸事件（早期釈放）                                                                 | 日本                                            | ロシア                                          | 2007/7/6   | 2007/8/6   | 判決                             |        |
| 15       | 富丸事件（早期釈放）                                                                   | 日本                                            | ロシア                                          | 2007/7/6   | 2007/8/6   | 判決                             |        |
| 16       | バングラデシュ・ミャンマー間海洋境界画定に関する紛争（本案）                           | バングラデシュ、 ミャンマー共同付託             | バングラデシュ、 ミャンマー共同付託             | 2009/12/14 | 2012/3/14  | 判決                             |        |
| 17       | 深海底における探査活動を行う個人及び団体を保証する国家の責任及び義務（勧告的意見）     | 国際海底機構                                    | 国際海底機構                                    | 2010/5/14  | 2011/2/1   | 勧告的意見                       |        |
| 18       | ルイザ号事件（暫定措置・本案）                                                         | セントビンセント・グレナディーン                | スペイン                                        | 2010/11/24 | 2010/12/23 | 暫定措置命令                     |        |
| 18       | ルイザ号事件（暫定措置・本案）                                                         | セントビンセント・グレナディーン                | スペイン                                        | 2010/11/24 | 2013/5/28  | 判決                             |        |
| 19       | ヴァージニアG号事件（本案）                                                            | パナマ、 ギニアビサウ共同付託                   | パナマ、 ギニアビサウ共同付託                   | 2011/7/4   | 2014/4/14  | 判決                             |        |
| 20       | ARAリベルタッド号事件（暫定措置）                                                      | アルゼンチン                                    | ガーナ                                          | 2012/11/14 | 2012/12/15 | 暫定措置命令                     |        |
| 21       | 小地域漁業委員会による勧告的意見の要請（勧告的意見）                                   | 小地域漁業委員会（SRFC）                        | 小地域漁業委員会（SRFC）                        | 2013/3/28  | 2015/4/2   | 勧告的意見                       |        |
| 22       | アークティック・サンライズ号事件（暫定措置）                                           | オランダ                                        | ロシア                                          | 2013/10/21 | 2013/11/23 | 暫定措置命令                     |        |
| 23       | 大西洋におけるガーナとコートジボワール間の海洋境界の境界に関する紛争（暫定措置・本案） | ガーナ、 コートジボワール共同付託               | ガーナ、 コートジボワール共同付託               | 2015/2/27  | 2015/4/25  | 暫定措置命令                     |        |
| 23       | 大西洋におけるガーナとコートジボワール間の海洋境界の境界に関する紛争（暫定措置・本案） | ガーナ、 コートジボワール共同付託               | ガーナ、 コートジボワール共同付託               | 2014/12/3  | 2017/9/23  | 判決                             |        |
| 24       | エンリカ・レクシー号事件（暫定措置）                                                   | イタリア                                        | インド                                          | 2015/7/21  | 2015/8/24  | 暫定措置命令                     |        |
| 25       | ノースター号事件（本案）                                                               | パナマ                                          | イタリア                                        | 2016/2/3   | 2019/4/10  | 判決                             |        |
| 26       | ウクライナ海軍艦3隻の勾留事件（暫定措置）                                              | ウクライナ                                      | ロシア                                          | 2019/4/16  | 2019/5/25  | 暫定措置命令                     |        |
| 27       | サン・パドレ・ピオ号事件（暫定措置）                                                   | スイス                                          | ナイジェリア                                    | 2019/5/21  | 2019/7/6   | 暫定措置命令                     |        |
| 28       | インド洋におけるモーリシャスとモルディブの間の海上境界に関する紛争（本案）             | モーリシャス、 モルディブ共同付託               | モーリシャス、 モルディブ共同付託               | 2019/9/24  | 2023/4/28  | 判決                             |        |
| 29       | サン・パドレ・ピオ号事件（本案）                                                       | スイス、 ナイジェリア共同付託                   | スイス、 ナイジェリア共同付託                   | 2019/12/17 | 2021/12/29 | 両当事者の合意による訴訟取り下げ |        |
| 30       | ヒロイック・イドゥン号事件（早期釈放）                                                 | マーシャル諸島                                  | 赤道ギニア                                      | 2022/11/10 | 2022/11/15 | 原告国の申請による訴訟取り下げ   |        |
| 31       | 気候変動と国際法に関する小島嶼国委員会による勧告的意見の要請（勧告的意見）             | 気候変動と国際法に関する小島嶼国委員会（COSIS） | 気候変動と国際法に関する小島嶼国委員会（COSIS） | 2022/12/12 | 係属中     | 係属中                           |        |
| 32       | ヒロイック・イドゥン号事件（本案）                                                     | マーシャル諸島                                  | 赤道ギニア                                      | 2023/4/18  | 係属中     | 係属中                           |        |

1. ↑  勧告的意見の場合は要請した機関
2. ↑  争訟の場合は「付託」、暫定措置命令の場合は「要請」、勧告的意見の場合は「要請」と表現される
3. ↑  事件番号3の訴訟と事件番号4の訴訟は１つに併合された

## 裁判官
裁判官は、海洋法条約の締約国会合において選挙され、裁判所の構成員となる常任の裁判官と、個別の事件ごとにその事件のためだけに選出される特任裁判官に分けれられる。
（以下、単に裁判官というときは常任の裁判官を指す。）裁判官の定数は21名で、裁判の定足数は11人である。任期は9年間で、3年に一度、員数の3分の1ずつが改選される。締約国会合における選挙の当選には締約国の過半数で、かつ、会合に出席し投票した国の3分の2以上の得票が必要で、当選者が決定しない場合、決定するまで何度も投票が行われる。なお、裁判官は地域的・文化的に均衡が取れているように配慮された議席配分がなされている。裁判官の任期中は外交官と同様の特権及び免除を有する。
3年ごとに選挙が行われると、その度ごとに裁判所は裁判官の中から「裁判所長」と「裁判所次長」を選出する。したがって、裁判官としての任期は9年だが、裁判所長と裁判所次長の職務の任期は3年である。裁判所長は裁判所のすべての会合を主催し、裁判所を対外的に代表する。裁判所長が所長としての職務をできないときは裁判所次長が代行する。
海底紛争裁判部の構成員は3年ごとに行われる選挙の後に裁判官の中から11名が裁判所に選定される。海底紛争裁判部の構成員としての任期は裁判官としての任期が終わるまで続く。海底紛争裁判部の裁判部長は海底紛争裁判部の構成員の投票によって選出される。
簡易手続裁判部は裁判所長、裁判所次長と3名の裁判官の計5名の裁判官で構成される。また、2人の予備裁判官もあらかじめ選出される。常設特別裁判部は裁判所長の判断により、裁判官の構成や人数などが決定される。特別裁判部は訴訟の当事者の意向に基づき裁判官の構成などを決定する。特別裁判部の裁判部長は、裁判所長が構成員の場合は裁判所長が務め、裁判所長が構成員でなく裁判所次長が構成員の場合は裁判所次長が務め、裁判所長も裁判所次長も構成員でない場合は構成員の中から裁判部長を選出する。

### 特任裁判官
A国とB国が訴訟をする際に、裁判官にA国の国籍を有する者がいて、B国の国籍を有する者がいない場合は、B国はその事件のみに参加することができる特任裁判官を1人指定することができる。また、A国の国籍を有する裁判官もB国の国籍を有する裁判官もいない場合は、A国とB国がそれぞれ1人ずつ特任裁判官を指定することができる。ただし指定する特任裁判官は必ずしも自国の国籍を有する者でなくともよい。例えば、B国はC国の国籍を有する者を特任裁判官に指定することができる。特任裁判官は常任の裁判官と完全に平等に裁判に参加することができる。

### 歴代の裁判所長
| 代数  | 氏名                                   | 国籍             | 就任   | 退任   |
| ----- | -------------------------------------- | ---------------- | ------ | ------ |
| 初代  | トーマス・メンサ                       | ガーナ           | 1996年 | 1999年 |
| 2代目 | パティバンドラ・チャンドラセカラ・ラオ | インド           | 1999年 | 2002年 |
| 3代目 | ドリバー・ネルソン                     | グレナダ         | 2002年 | 2005年 |
| 4代目 | リュディガー・ウォルフラム             | ドイツ           | 2005年 | 2008年 |
| 5代目 | ホセ・ルイス・ヘスス                   | カーボベルデ     | 2008年 | 2011年 |
| 6代目 | 柳井俊二                               | 日本             | 2011年 | 2014年 |
| 7代目 | ウラジミール・ゴリツィン               | ロシア           | 2014年 | 2017年 |
| 8代目 | 白珍鉉                                 | 韓国             | 2017年 | 2020年 |
| 9代目 | アルバート・ホフマン                   | 南アフリカ共和国 | 2020年 | 現職   |

### 歴代の裁判所次長
| 代数  | 氏名                           | 国籍             | 就任   | 退任   |
| ----- | ------------------------------ | ---------------- | ------ | ------ |
| 初代  | リュディガー・ウォルフラム     | ドイツ           | 1996年 | 1999年 |
| 2代目 | ドリバー・ネルソン             | グレナダ         | 1999年 | 2002年 |
| 3代目 | ブディスラフ・ブーカス         | クロアチア       | 2002年 | 2005年 |
| 4代目 | ジョセフ・アクル               | レバノン         | 2005年 | 2008年 |
| 5代目 | ヘルムート・ターク             | オーストリア     | 2008年 | 2011年 |
| 6代目 | アルバート・ホフマン           | 南アフリカ共和国 | 2011年 | 2014年 |
| 7代目 | ブアレム・ボウゲチア           | アルジェリア     | 2014年 | 2017年 |
| 8代目 | デイビッド・ジョセフ・アタード | マルタ           | 2017年 | 2020年 |
| 9代目 | トーマス・ハイダール           | アイスランド     | 2020年 | 現職   |

### 歴代の裁判官一覧
選挙で選出された裁判官のみを記載し、特任裁判官は対象外とする。現職の裁判官は氏名を太字で示す。また、任期の途中で死亡した裁判官については、死亡した年を退任した年とみなす。
| 氏名                                   | 国籍                 | 就任   | 退任   | 備考                                                                            |
| -------------------------------------- | -------------------- | ------ | ------ | ------------------------------------------------------------------------------- |
| ジョセフ・アクル                       | レバノン             | 1996年 | 2017年 | 2005年-2008年に裁判所次長を務めた。                                             |
| デイビッド・アンダーソン               | イギリス             | 1996年 | 2005年 | -                                                                               |
| デイビッド・ジョセフ・アタード         | マルタ               | 2011年 | 現職   | 2017年-2020年に裁判所次長を務めた。                                             |
| レノックス・フィッツロイ・バラフ       | トリニダード・トバゴ | 2002年 | 2003年 | 任期の途中で死亡した。                                                          |
| ポール・バメラ・エンゴ                 | カメルーン           | 1996年 | 2008年 | 任期の途中で死亡した。                                                          |
| ブアレム・ブゲテイア                   | アルジェリア         | 2008年 | 現職   | 2014年-2017年に裁判所次長を務めた。海底紛争裁判部のメンバー。                   |
| キャシー＝アン・ブラウン               | ジャマイカ           | 2020年 | 現職   | -                                                                               |
| オスカル・カベヨ・サルビー             | パラグアイ           | 2017年 | 現職   | -                                                                               |
| ウゴ・カミノス                         | アルゼンチン         | 1996年 | 2011年 | -                                                                               |
| アントニオ・カチャプス・デ・メデイロス | ブラジル             | 2016年 | 2016年 | 任期の途中で死亡した。                                                          |
| イダ・カラッチョロ                     | イタリア             | 2020年 | 現職   | -                                                                               |
| ニール・チャダ                         | インド               | 2017年 | 現職   | -                                                                               |
| パティバンドラ・チャンドラセカラ・ラオ | インド               | 1996年 | 2017年 | 1999年-2002年に裁判所長を務めた。                                               |
| ジャン＝ピエール・コット               | フランス             | 2002年 | 2020年 | 海底紛争裁判部のメンバー。                                                      |
| 段潔龍                                 | 中国                 | 2020年 | 現職   | -                                                                               |
| グドムンドゥル・エイリクソン           | アイスランド         | 1996年 | 2002年 | -                                                                               |
| 高之国                                 | 中国                 | 2008年 | 2020年 | 海底紛争裁判部のメンバー。                                                      |
| アロンソ・ゴメス＝ロブレド・ベルツコ   | メキシコ             | 2014年 | 現職   | -                                                                               |
| ウラジミール・ゴリツィン               | ロシア               | 2008年 | 2017年 | 2014年-2017年に裁判所長を務めた。                                               |
| トーマス・ハイダール                   | アイスランド         | 2014年 | 現職   | 裁判所次長（現職）。海底紛争裁判部のメンバー。                                  |
| アルバート・ホフマン                   | 南アフリカ共和国     | 2005年 | 現職   | 裁判所長（現職）。2011年-2014年に裁判所次長を務めた。海底紛争裁判部の裁判部長。 |
| マリア・テレサ・インファンテ・カフィ   | チリ                 | 2020年 | 現職   | -                                                                               |
| ホセ・ルイス・ヘスス                   | カーボベルデ         | 1999年 | 現職   | 2008年-2011年に裁判所長を務めた。                                               |
| モーリス・カムガ                       | カメルーン           | 2020年 | 現職   | -                                                                               |
| ジェームズ・カテカ                     | タンザニア           | 2005年 | 現職   | 海底紛争裁判部のメンバー。                                                      |
| エルサ・ケリー                         | アルゼンチン         | 2011年 | 2020年 | 海底紛争裁判部のメンバー。                                                      |
| クリサンサック・キティチャイサリー     | タイ                 | 2017年 | 現職   | -                                                                               |
| アナトリー・ラザレビッチ・コロドキン   | ロシア               | 1996年 | 2008年 | 任期の途中で死亡した。                                                          |
| ローマン・コロドキン                   | ロシア               | 2017年 | 現職   | -                                                                               |
| マーキヤン・クールィク                 | ウクライナ           | 2011年 | 現職   | 海底紛争裁判部のメンバー。                                                      |
| エドワード・アーサー・ライン           | ベリーズ             | 1996年 | 2001年 | 任期の途中で死亡した。                                                          |
| リズベッド・レインザート               | オランダ             | 2017年 | 現職   | -                                                                               |
| アンソニー・アモス・ラッキー           | トリニダード・トバゴ | 2003年 | 2020年 | 海底紛争裁判部のメンバー。                                                      |
| ヴィンセント・マロッタ・ランゲル       | ブラジル             | 1996年 | 2015年 | 任期の途中で死亡した。                                                          |
| モハメド・ムルディ・マルシット         | チュニジア           | 1996年 | 2005年 | -                                                                               |
| トーマス・メンサ                       | ガーナ               | 1996年 | 2005年 | 1996年-1999年に裁判所長を務めた。                                               |
| タフシール・マリック・ンディアイェ     | セネガル             | 1996年 | 2020年 | -                                                                               |
| ドリバー・ネルソン                     | グレナダ             | 1996年 | 2014年 | 1999年-2002年に裁判所次長を務め、2002年-2005年に裁判所長を務めた。              |
| 白珍鉉                                 | 韓国                 | 2009年 | 現職   | 2017年-2020年に裁判所長を務めた。                                               |
| 朴椿浩                                 | 韓国                 | 1996年 | 2008年 | 任期の途中で死亡した。                                                          |
| スタニスワフ・パウラク                 | ポーランド           | 2005年 | 現職   | 海底紛争裁判部のメンバー。                                                      |
| トゥリオ・トレベス                     | イタリア             | 1996年 | 2011年 | -                                                                               |
| ヘルムート・テュアク                   | オーストリア         | 2005年 | 2014年 | 2008年-2011年に裁判所次長を務めた。                                             |
| ブディスラフ・ブーカス                 | クロアチア           | 1996年 | 2005年 | 2002年-2005年に裁判所次長を務めた。                                             |
| ジョセフ・シンデ・ワリオバ             | タンザニア           | 1996年 | 1999年 | -                                                                               |
| リュディガー・ヴォルフルム             | ドイツ               | 1996年 | 2017年 | 1996年-1999年に裁判所次長を務め、2005年-2008年に裁判所長を務めた。              |
| 許光建                                 | 中国                 | 2001年 | 2007年 | -                                                                               |
| 山本草二                               | 日本                 | 1996年 | 2005年 | -                                                                               |
| 柳井俊二                               | 日本                 | 2005年 | 2023年 | 2011年-2014年に裁判所長を務めた。海底紛争裁判部のメンバー。                     |
| 堀之内秀久                             | 日本                 | 2023年 | 現職   |                                                                                 |
| アレクサンダー・ヤンコブ               | ブルガリア           | 1996年 | 2011年 | -                                                                               |
| 趙理海                                 | 中国                 | 1996年 | 2000年 | 任期の途中で死亡した。                                                          |